# Thomas Pinckney

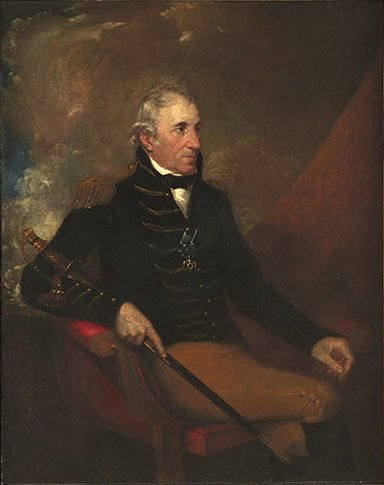
Thomas Pinckney

Thomas Pinckney (23 de outubro de 1750 - 2 de novembro de 1828) foi um dos primeiros estadistas, diplomatas e soldados norte-americanos na Guerra Revolucionária Americana e na Guerra de 1812, alcançando o posto de major-general. Ele serviu como governador da Carolina do Sul e como ministro dos EUA na Grã-Bretanha. Ele também foi o candidato federalista a vice-presidente na eleição de 1796.

## Vida
Nascido em uma família proeminente em Charles Town, na província da Carolina do Sul, Pinckney estudou na Europa antes de retornar à América. Ele apoiou a causa da independência e trabalhou como assessor do general Horatio Gates. Após a Guerra Revolucionária, Pinckney administrou sua plantação e ganhou a eleição como governador da Carolina do Sul, servindo de 1787 a 1789. Presidiu a convenção estadual que ratificou a Constituição dos Estados Unidos. Em 1792, ele aceitou a nomeação do presidente George Washington para o cargo de ministro da Grã-Bretanha, mas não conseguiu obter concessões em relação ao recrutamento de marinheiros americanos. Ele também serviu como um enviado para a Espanha e negociou o Tratado de San Lorenzo, que definiu a fronteira entre a Espanha e os Estados Unidos.
Após seu sucesso diplomático na Espanha, os federalistas escolheram Pinckney como companheiro de chapa de John Adams na eleição presidencial de 1796. De acordo com as regras então em vigor, o indivíduo que obteve o maior número de votos eleitorais tornou-se presidente, enquanto o indivíduo que obteve o segundo maior número de votos eleitorais tornou-se vice-presidente. Embora Adams tenha vencido a eleição presidencial, o candidato democrata-republicano Thomas Jefferson ganhou o segundo maior número de votos eleitorais e venceu a eleição como vice-presidente. Após a eleição, Pinckney serviu na Câmara dos Representantes dos Estados Unidos de 1797 a 1801. Seu irmão, Charles Cotesworth Pinckney, foi o candidato presidencialista federalista em 1800 e o candidato presidencial do partido em 1804 e 1808. Durante a Guerra de 1812, Pinckney foi comissionado como major-general.
Pinckney foi eleito membro da American Philosophical Society em 1797.